# Bloody Mary
 Denne artikel omhandler drinken Bloody Mary. Opslagsordet har også en anden betydning, se Maria 1. af England.
Bloody Mary er en drink, opfundet på Harry's New York Bar i Paris af bartenderen Fernand Petiot i 1921. Oprindelsen til navnet er ukendt, men den mest oplagte forbindelse er til Dronning Maria 1. af England. Bloody Mary har ry for at være god mod tømmermænd.
En Bloody Mary består af vodka, tomatjuice og stærke sager som peber, tabasco-sovs eller lignende.